# Enydra
Enydra là một chi bướm đêm thuộc họ Erebidae.